# 高井洋平
高井洋平（日语：／ Takai Yohei，1982年8月27日—），神奈川县横浜市出身，日本男子柔道运动员。他曾代表日本参加2006年亚洲运动会柔道比赛，获得男子无差别级铜牌。他也曾在世界柔道锦标赛上获得一枚铜牌。